# Ян Теофіл Москожевський
Ян Теофіль Москожевський (Moskorzewski Jan Teofil; р. н. невід. — п. після 1662) — мемуарист Речі Посполитої. Походив зі шляхетської родини, яка сповідувала аріанство. Навчався, імовірно, в Ракові (нині село в Польщі). Під час польсько-московської війни 1632—1634 — офіцер, а також особистий секретар гетьмана польного литовського князя К. Радзивілла. На основі листування М., що охоплює період з 1 січня 1633 по 14 червня 1634, утворився обширний щоденник «Summariusz Krotki gestorum w ekspedycyjej moskiewskiej…» (виданий А. Рембовським у серії «Biblioteka Ordynacji Krasinskich», т. 13. 1895). Цей діаріуш є одним з основних джерел інформації про польсько-московську війну 1632–1634 років.